# Linda Montano
Pour les articles homonymes, voir Montano.
Linda Mary Montano née le 18 janvier 1942, à Saugerties, New York est une artiste performeuse féministe américaine.

## Biographie
Linda Montano grandit dans une famille catholique pratiquante, irlandaise et italienne. Ses deux parents jouent dans un orchestre. Elle fait une année d'études au College of New Rochelle, puis rejoint l'ordre des Sœurs Maryknoll. Après deux ans de noviciat, elle souffre d'anorexie sévère. Elle quitte le noviciat et retourne dans son ancien collège, où elle a obtient son diplôme de sculptrice en 1965.
Linda Montano s'installe à San Francisco en 1970, avec le photographe Mitchell Payne qu'elle épouse. À partir de 1971, elle se consacre à la performance. Elle s'éloigne de l'Église catholique. Elle reconnaît l'influence de son éducation catholique stricte sur son travail et ses performances qui sont basées sur l'endurance,. La mort de son mari en 1977 l'a conduit à une exploration plus poussée de l'art en tant que moyen de guérison. Mitchell’s Death est une vidéo dans laquelle elle pleure la mort inattendue de son mari. Son visage est percé d'aiguilles d'acupuncture, les yeux baissés et le chant monotone désynchronisé relate le moment où elle apprend la mort de Mitchell et les jours qui ont suivi. Mitchell’s Death est un exemple d’art influencé par la vie et au service de celle-ci.
Elle poursuit son dialogue entre l'art et la théologie en vivant dans un monastère zen pendant trois ans. À Ananda Ashram, elle s'imprègne de l'enseignement de Ramamurti Mishra pendant plus de 30 ans. Son influence et son appréciation de sa vision ont encouragé son art et sa vie.
Du 4 juillet 1983 au 3 juillet 1984, elle réalise une performance avec le performeur taïwanais Tehching Hsieh. Les deux artistes sont liés par une corde 24 heures sur 24 et ce pendant un an. À la fin des années 1980, Linda Montano commence à enseigner des ateliers Sacred Sex avec Annie Sprinkle et Barbara Carrellas, avec lesquelles elle créa également MetamorphoSex.
De 1984 à 1991, Linda Montano entreprend le projet intitulé Seven Years of Living Art, dans lequel elle vit chez elle à Kingston, vêtue de vêtements monochromes, passe une partie de chaque jour dans une pièce colorée qui correspond aux qualités énergétiques d'un chakra de l'année. Elle change de couleur et de chakra chaque année et, une fois le projet terminé, elle recommence un cycle Seven Years of Living Art, en partie pour commémorer sa mère, Mildred Montano, décédée en 1988 d'un cancer du côlon. Cette fois, elle n'utilise pas les couleurs, mais se concentre sur les chakras.
Depuis 1998, Linda Montano initie d’autres artistes: MIchelle Bush, Barbara Caerellas, SC Durkin, Koosil-Ja Hwang, Vernita N'Cognita, Esther K. Smith, Krista Kelly Walsh, avec des projets satellites de Victoria Singh et Kurtis Champion, Steven. Reigns et Elizabeth Stephens et Annie Sprinkle  espèrent pouvoir offrir trois cycles à trois artistes, chacun datant de 2019.
Elle fonde l'institut Art/Life  pour offrir une résidence aux artistes en performance en devenir à Kingston pour Performance Artists, où Montano a travaillé et interprété ses œuvres. Elle écrit le manuel Art/Life Institute qui comprend des exercices de performance tirés de son propre travail et de celui d'autres personnes. Le manuel vise à faire de la performance un outil accessible à tous. Le travail de Linda Montano interroge les frontières entre la vie et l'art .
L'influence de son père conduit Linda Montano à revenir au catholicisme. Depuis 2005, elle recueille et adresse des demandes de prière dans plus de dix lieux de pèlerinage catholiques à travers le monde. Linda Montano réalise de nombreuses vidéos explorant la foi, notamment le Père Lebar : prêtre catholique et exorciste ; Sainte Thérèse d’Avila et Mère Teresa de Calcutta.
En 2013, une rétrospective Linda Mary Montano: Always Creative constituée de vidéos, installations, dessins et performances présente le travail Linda Montano, au SITE de Santa Fe.

## Vidéo
- Characters: Learning to Talk, 1978, 45 min
- Mitchell's Death, 1978, 22 min
- Primal Scenes, 1980, 11 min
- Anorexia Nervosa, 1981, 60 min
- On Death and Dying, 1982, 22 min
- Sharada, Wife of Ramakrishna avec Andy Cockrum et Chris Erlon, 1995, 23 min
- Seven Spiritual Lives of Linda M. Montano avec Andy Cockrum et Chris Erlon, 1996, 13 min
- Seven Stages of Intoxication avec Andy Cockrum et Chris Erlon, 1996, 34 min
- Father Lebar: Catholic Priest and Excorcist, 2008
- Saint Teresa Of Avila By Linda Mary Montano
- Mother Teresa of Calcutta